# Памятник Пугачёву (Саранск)
Памятник Пугачёву установлен в городе Саранск на улице Волгоградская в историческом районе города — Посоп в 1985 году. Автором монумента является скульптор и живописец Г. Гликман. Памятник высечен из белой гранитной плиты.

## Описание
Памятник Емельяну Пугачёву установлен на месте, где в 1774 году с 27 июня по 3 июля находилась ставка повстанческих войск под предводительством Пугачёва, сразу после захвата города. Пугачев освободил крепостных, раздал своим войскам реквизированные богатства, и обдумывал план дальнейших действий.
Монумент возвышается на постаменте возведенном из каменных глыб. Композиция памятника расположенного на возвышенности символизирует Пугачёва смотрящего на покоренный город. Памятник по периметру окружает каменная стена с тремя металлическими пушками.
Памятник включен в список культурного наследия Республики Мордовия.